# Borghetto Lodigiano
Borghetto Lodigiano ist eine Gemeinde mit 4361 Einwohnern (Stand 31. Dezember 2023) in der Provinz Lodi in der italienischen Region Lombardei.

## Ortsteile
Im Gemeindegebiet liegen neben dem Hauptort die Fraktionen Casoni, Fornaci, Pantiara und Vigarolo, sowie die Wohnplätze Barazzina I, Barazzina II, Barbavara, Ca’ de’ Lunghi, Cascinetta, Ca’ Tavazzi, Monteguzzo, Panigada, Prevede, Propio, Regona und Viganone.